# 15 ذو الحجة
- السبت
- الأحد
- الاثنين
- الثلاثاء
- الأربعاء
- الخميس
- الجمعة

- 2624 مايو 2025
- 2725 مايو 2025
- 2826 مايو 2025
- 2927 مايو 2025
- 128 مايو 2025
- 229 مايو 2025
- 330 مايو 2025
- 431 مايو 2025
- 51 يونيو 2025
- 62 يونيو 2025
- 73 يونيو 2025
- 84 يونيو 2025
- 95 يونيو 2025
- 106 يونيو 2025
- 117 يونيو 2025
- 128 يونيو 2025
- 139 يونيو 2025
- 1410 يونيو 2025
- 1511 يونيو 2025
- 1612 يونيو 2025
- 1713 يونيو 2025
- 1814 يونيو 2025
- 1915 يونيو 2025
- 2016 يونيو 2025
- 2117 يونيو 2025
- 2218 يونيو 2025
- 2319 يونيو 2025
- 2420 يونيو 2025
- 2521 يونيو 2025
- 2622 يونيو 2025
- 2723 يونيو 2025
- 2824 يونيو 2025
- 2925 يونيو 2025
- 126 يونيو 2025
- 227 يونيو 2025

15 ذو الحجَّة أو 15 ذو الحجَّة الحرام أو يوم 15 \ 12 (اليوم الخامس عشر من الشهر الثاني عشر) هو اليوم الأربعون بعد الثلاثمائة (340) من أيَّام السنة (أو الحادي والأربعون بعد الثلاثمائة لو كان شهر رمضان مُتممًا لليوم الثلاثين أو الثاني والأربعون بعد الثلاثمائة لو أتم كلًا من صفر وربيع الآخر وجمادى الآخرة وشعبان ورمضان ثلاثين يومًا) وفق التقويم الهجري القمري (العربي). يبقى بعده 14 أو 15 يومًا لانتهاء السنة.

## أحداث
- 16 هـ - فتح جلولاء آخر معاقل الفرس إثر معركة كبيرة بينهم وبين المسلمين بقيادة هاشم بن عتبة.
- 64 هـ - مقتل الضحاك بن قيس الفهري ومن معه من الذين بايعوا عبد الله بن الزبير على الخلافة الإسلامية في معركة بمرج راهط ضد جيش مروان بن الحكم.
- 422 هـ - اتفاق شيوخ وعلماء قرطبة على خلع الخليفة الأموي في الأندلس هشام المعتد بالله.
- 703 هـ - ولاية الإلخان المغولي محمد أولجايتو عرش الدولة الإلخانية. تولى بعد أخيه السلطان محمود غازان. شهد عصره إقبال المغول على الدخول في الإسلام، ويعدّ عصره من أزهى عصور الإلخانيين في العراق وإيران، ومن أعظم منجزاته إنشاء مدينة «سلطانية».
- 1218 هـ - وصول الوالي العثماني لمصر خورشيد باشا وذلك بعد جلاء الحملة الفرنسية عنها.
- 1280 هـ - إعلان روسيا نهاية الحرب الروسية الشركسية، وإجبار الكثير من الشركس على مغادرة وطنهم. يعرف هذا اليوم باسم يوم الحداد الشركسي.
- 1399 هـ - الخميني يعلن أن الولايات المتحدة هي «الشيطان الأكبر».
- 1400 هـ - رئيس إسرائيل إسحاق نافون يزور مصر عقب معاهدة السلام المصرية الإسرائيلية وزيارة الرئيس المصري محمد أنور السادات للقدس.
- 1424 هـ - تفجير إنتحاري داخل قطار المترو بموسكو يودي بحياة 40 راكب وجرح أكثر من 150، وقد تبنى الانفصاليون الشيشانيون الهجوم.
- 1439 هـ - زلزالٌ يضرب المنطقة الحدودية بين العراق وإيران بقوة وصلت إلى 6.1 درجة على مقياس درجة العزم يؤدي إلى مقتل شخصين وإصابة نحو 241 آخرين.
- 1441 هـ - انفجار ضخم في مرفأ بيروت يُلحق أضرارًا جسيمة في أرجاء بيروت، وسُمع دويه في الدول المجاورة للبنان، مخلفًا عشرات القتلى والمفقودين وآلاف الجرحى، ومئات الآلاف من النازحين.
- 1444 هـ - مقتل 12 فلسطينيًّا وإصابة ما يزيد عن 170 آخرين في اجتياح جيش الاحتلال الإسرائيلي لمخيم جنين، والمقاومة الفلسطينية ترد بقتل جندي إسرائيلي وإصابة آخرين وإعطاب مركبات عسكرية.

## مواليد
- 212 هـ - علي بن محمد الهادي، عاشر أئمة الشيعة الاثنا عشرية.
- 1259هـ - حسني باقي زاده، سياسي وكاتب سوري عثماني.
- 1288 هـ - حافظ إبراهيم، شاعر مصري.
- 1320 هـ - مصطفى البارزاني، قائد كردي.
- 1328 هـ - علي أحمد باكثير، روائي يمني.
- 1329 هـ - عبد الهادي العصامي، كاتب وصحفي وشاعر عراقي.
- 1332 هـ - محمد الصادق بسيس، عالم ومفكر تونسي.
- 1342 هـ - علي رضا، مؤسس فرقة رضا.
- 1383 هـ - واحة الراهب، ممثلة ومخرجة ومؤلفة سورية.
- 1390 هـ - دعيج الخليفة الصباح، شاعر كويتي.
- 1405 هـ - إلهام علي، ممثلة سعودية.
- 1405 هـ - الأمير محمد بن سلمان بن عبدالعزيز ولي عهد المملكة العربية السعودية رئيس مجلس الوزراء

## وفيات
- 64 هـ - الضحاك بن قيس الفهري، صحابي من صغار الصحابة.
- 242 هـ - يحيى بن أكثم التميمي، عالم مسلم وقاضي قضاة.
- 1357 هـ - محمد أسعد العظم، شاعر سوري.
- 1402 هـ - أحمد حسن البكر، ثالث رؤساء العراق.
- 1416 هـ - زوزو نبيل، ممثلة مصرية.
- 1426 هـ - جابر الأحمد الصباح، أمير الكويت الثالث عشر.
- 1427 هـ - سعاد نصر، ممثلة مصرية.
- 1432 هـ
  - أحمد باقر، موسيقي كويتي.
  - ماجدة عز، راقصة باليه مصرية.
- 1436 هـ - نواف بن عبد العزيز آل سعود، أمير سعودي.

## وصلات خارجية
- موقع قصة الإسلام: حدث في شهر ذو الحجَّة.